# Big Belt Mountains
Big Belt Mountains je pohoří ve střední části státu Montana, ve Spojených státech amerických. Leží v Broadwater County, Gallatin County a Meagher County. Je součástí severních amerických Skalnatých hor. Nachází se 60 km severovýchodně od hlavního města Montany Helena, mezi povodími řek Missouri a Smith River. Pohoří se rozkládá od severozápadu k jihovýchodu v délce okolo 120 km.
Nejvyšším bodem je Mount Edith (2 893 m).
Big Belt Mountains je geologicky složené převážně z prekambrického kalovce.